# Laurhervasia rhodesiae
Laurhervasia rhodesiae är en insektsart som beskrevs av Bo Tjeder 1967. Laurhervasia rhodesiae ingår i släktet Laurhervasia och familjen Nemopteridae. Inga underarter finns listade i Catalogue of Life.